# لنکستر (آریزونا)
لنکستر (به انگلیسی: Lancaster) یک منطقهٔ مسکونی در ایالات متحده آمریکا است که در آریزونا واقع شده‌است. لنکستر ۸۹۰ متر بالاتر از سطح دریا واقع شده‌است.